# ناحیه فرانکلین، شهرستان رایت، مینه سوتا
ناحیه فرانکلین (به انگلیسی: Franklin Township) یک منطقهٔ مسکونی در ایالات متحده آمریکا است که در شهرستان رایت، مینه‌سوتا واقع شده‌است.
 ناحیه فرانکلین ۱۱۳٫۸ کیلومتر مربع مساحت و ۲٬۷۷۴ نفر جمعیت دارد و ۲۸۴ متر بالاتر از سطح دریا واقع شده‌است.